# Sofioter Zentralfriedhof
Koordinaten: 42° 42′ 59″ N, 23° 19′ 58,8″ O

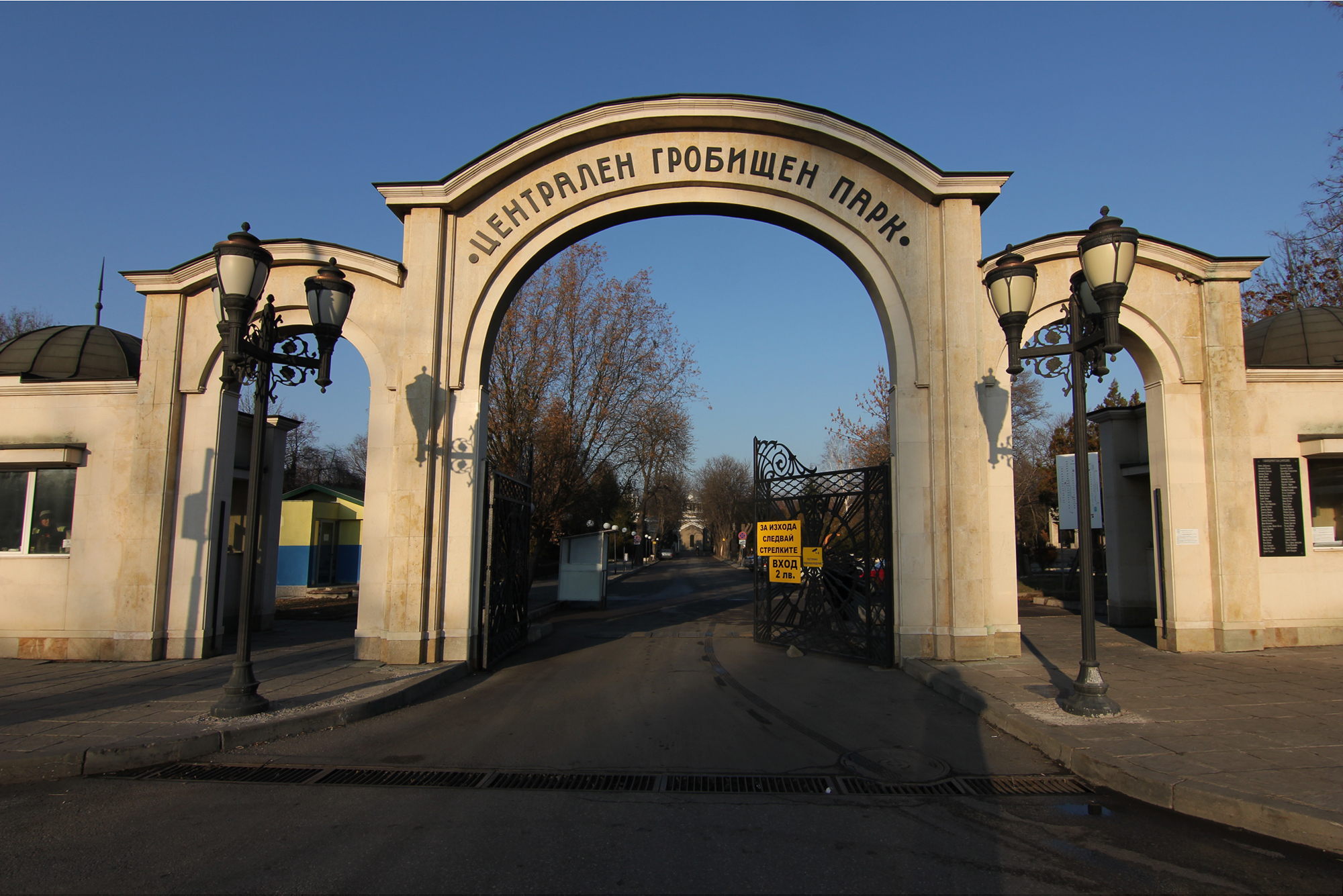
Haupteingang

Der Sofioter Zentralfriedhof (bulgarisch Централни софийски гробища, Zentralni sofijski grobischtscha), auch Orlandowzi-Friedhof nach dem gleichnamigen Stadtviertel (Орландовци), ist der größte Friedhof der bulgarischen Hauptstadt Sofia. Er beherbergt mehrheitlich bulgarisch-orthodoxe Gräber, den größten jüdischen Friedhof des Landes und mehrere Gedenkstätten für gefallene Soldaten.

## Stadtentwicklung

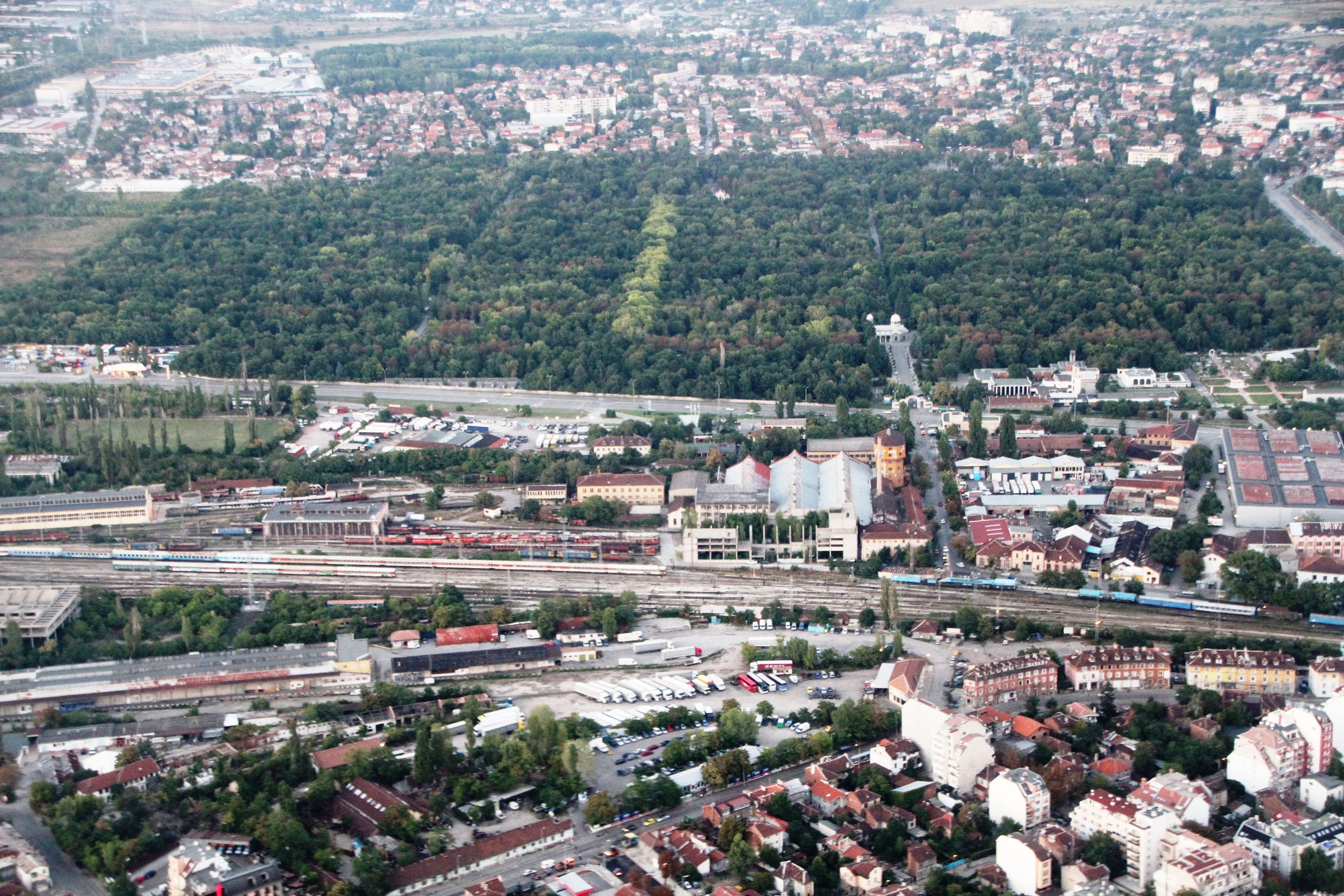
Luftbildaufnahme von der Innenstadt nach Norden über den Friedhof und das Stadtviertel Orlandowzi

Als Sofia am 22. März 1879 zur Hauptstadt des soeben vom Osmanischen Reich unabhängig gewordenen Bulgarien erklärt wurde, befand sich der Ort als eine Kleinstadt mit verwinkelten Gassen und rund 18.000 Einwohnern auf einer Fläche von 250 Hektar am Tiefpunkt seiner Geschichte. Nach dem Russisch-Osmanischen Krieg von 1877–78 hatten praktisch die gesamte muslimische Bevölkerung und einige Nicht-Muslime, insgesamt mehr als 35.000 Menschen, die Stadt verlassen. Beim ersten Zensus des Fürstentums Bulgarien 1881 setzten sich die 20.501 Einwohner aus 13.195 Bulgaren, 4.164 Juden, 1.061 Armeniern und 778 Roma zusammen.
Die Phase der Bulgarischen Wiedergeburt war an ihr ersehntes Ende gekommen und für die neue Hauptstadt sollte zukunftsgerichtet ein Stadtentwicklungsplan entworfen werden. Nach einer Vorstudie von 1878 nahm der Ministerrat Anfang 1880 einen Plan an, der – ausgehend von den bestehenden religiösen Gebäuden im Zentrum – eine völlige Neugestaltung auf der Grundlage eines rechteckigen Straßennetzes mit Straßenbreiten von 12, 15 und bis zu 25 Metern für die Boulevards vorsah. In das System aus radialen und ringförmig den Zentrumshügel umgebenden Straßen wurden als wesentliches Element große Grünflächen integriert. Zu den geplanten Grünflächen von allgemeiner Bedeutung gehörten der Boris’ Garten (Borisowa Gradina) im Südosten, der Park um das städtische Krankenhaus Alexandrowska, eine Grünfläche vor dem nördlich des Zentrums gelegenen Hauptbahnhof und der Zentralfriedhof nördlich des Hauptbahnhofs. Kleinere Grünflächen für einzelne Stadtbezirke sollten hinzukommen. Weitere Pläne führten bis zu einem zwischen 1934 und 1938 von Adolf Muesmann entworfenen Konzept, welches die Grünflächen zu keilförmigen Naturzonen von der Stadtmitte bis zu den Außenbezirken werden ließ. Als Grünflächen wurden Parks, Waldgebiete und Flächen für landwirtschaftliche Nutzung bezeichnet. Zu jener Zeit war aus Sofia praktisch eine neue, nach damaligem Verständnis moderne, europäische Stadt geworden. Nach der Zerstörung von 12.000 Häusern im Zweiten Weltkrieg erfolgte in den 1950er Jahren der Bau von Repräsentationsgebäuden und Wohnblocks nach den, das gesellschaftliche Leben reglementierenden Vorgaben der sozialistischen Regierung, während sich die Bevölkerung in einem Jahrzehnt nahezu verdoppelte und 1956 auf rund 645.000 angewachsen war. Seit der Unabhängigkeit 1989 sind die öffentlichen Grünflächen durch einen Prozess der Privatisierung und damit einhergehenden Baumaßnahmen zurückgegangen. Heute gehört der Zentralfriedhof zu den Grünflächen und Erholungsgebieten des innerstädtischen Bereichs. Während bei der Anlage des städtischen Straßenplans die Topographie und die vorhandene Bausubstanz zu berücksichtigen waren, ist beim Zentralfriedhof mit seinem rechtwinklig angelegten Wegenetz das städtische Planungsideal im Kleinen klar umgesetzt.

## Anlage

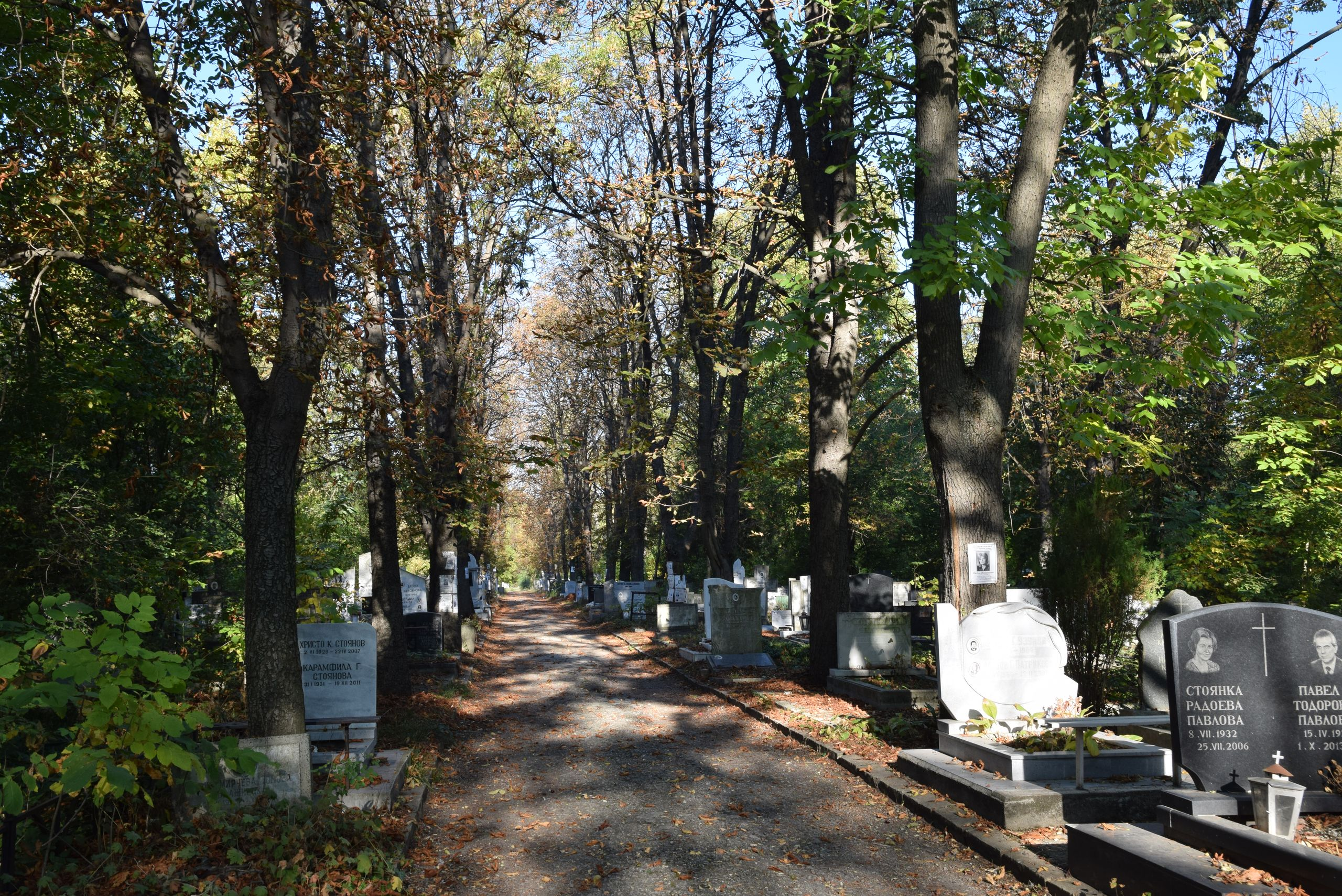
Einer der Hauptwege

Der Hauptbahnhof und die von Nordwesten nach Südosten verlaufenden Bahngleise grenzen das innerstädtische Wohngebiet von dem sich unmittelbar nördlich anschließenden Industriegebiet Woenna Rampa ab. Der Zentralfriedhof befindet sich nordöstlich des Bahnhofs. Er grenzt im Westen an das Industriegebiet, an seiner Südseite an den Boulevard Istorija Slawjanobalgarska, im Osten an die Kamenodelska-Straße und im Norden an die Parwa-Bulgarska-Armia-Straße. Bis auf den Norden, wo sich ein monotones einfaches Wohnviertel erstreckt, ist der Friedhof auf drei Seiten von Industriezonen umgeben. Er ist von der Innenstadt durch eine Fußgängerunterführung oder auf einer Straße unter den Bahngleisen östlich des Bahnhofs zu erreichen. Der Haupteingang mit einem dreibogigen Tor liegt im Süden. Ein weiterer Eingang im Norden befindet sich an der Endstation der Straßenbahnlinie 13.
Der Friedhof bildet ein leicht verschobenes Quadrat von ungefähr 900 Metern Ausdehnung und ist dicht mit hohen Bäumen bestanden. Die Haupt- und Nebenwege grenzen langrechteckige, nummerierte Parzellen voneinander ab. Neben dem bulgarisch-orthodoxen und jüdischen Bereich gibt es Gräber unter anderem für römisch-katholische und armenische Christen und entsprechende Kapellen. Auf dem von einer Mauer umgebenen Gelände befinden sich ferner Soldatengedenkstätten. Die Eingänge werden nachts verschlossen.
Beklagt wird die mangelnde Pflege des gesamten Friedhofgeländes. Dies betrifft auch die Grabstätten bedeutender Persönlichkeiten, die teilweise überwachsen und deren Inschriften kaum noch zu lesen sind. Es fehlen Informationen (Plan, Hinweisschilder) zu den prominenten Gräbern. In der Nordostecke befindet sich ein Platz mit Urnengräbern, die in Betonmauern eingelassen sind.

### Jüdischer Friedhof

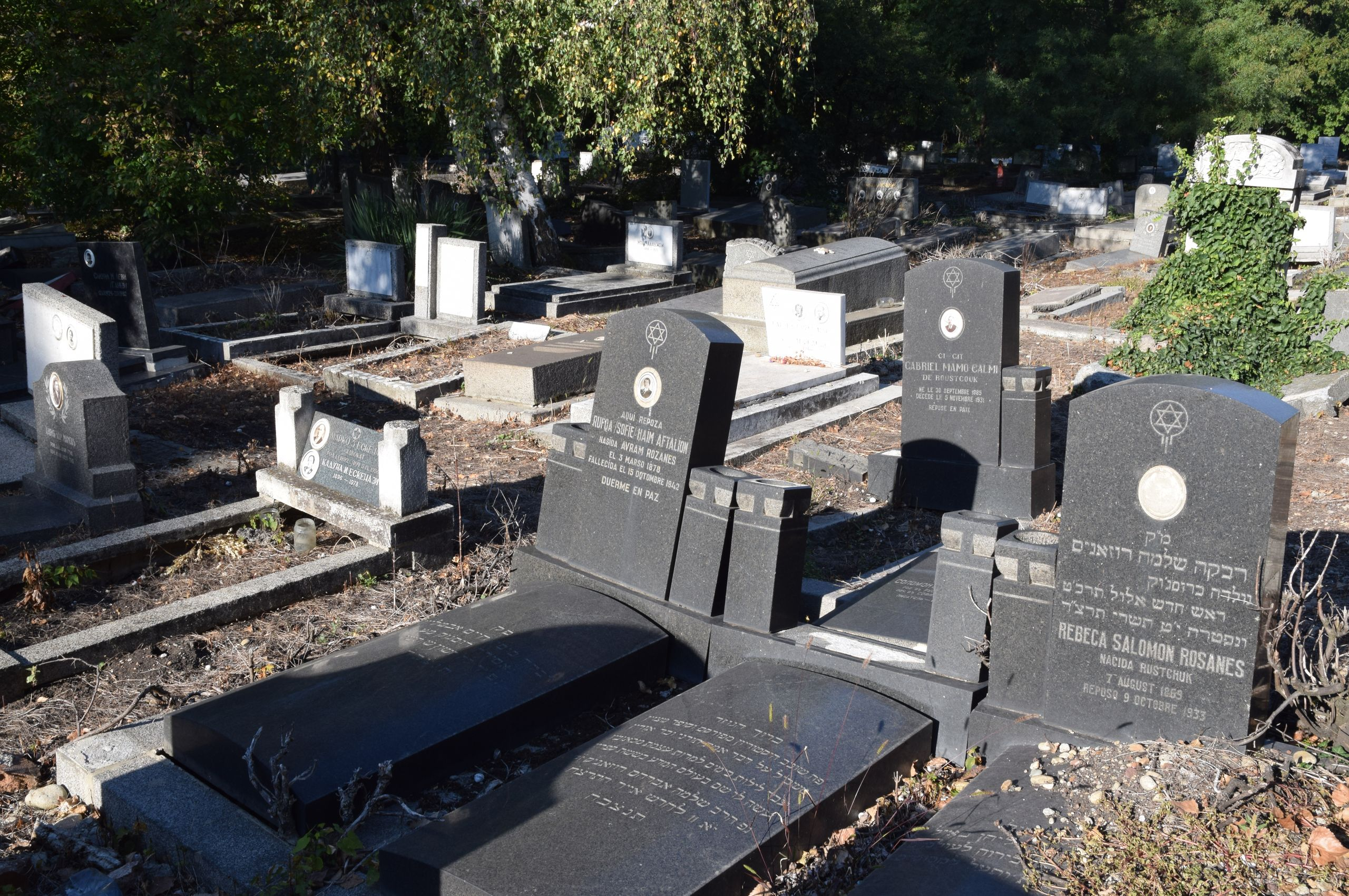
Jüdische Gräber

Juden bildeten vor der Unabhängigkeit Ende des 19. Jahrhunderts die drittgrößte Bevölkerungsgruppe in Sofia. Im Jahr 1888 lebten 5403 Juden in Sofia. Vor Beginn des Zweiten Weltkrieges lebte rund die Hälfte der knapp 50.000 bulgarischen Juden in der Hauptstadt, die überwiegende Mehrheit von ihnen waren Sephardim. Nach ihrer Massenemigration 1948/49 nach Israel beträgt die Zahl der Juden laut einer Schätzung von 2012 noch 2000 im ganzen Land. Jüdische Friedhöfe aus der Zeit vor Mitte des 19. Jahrhunderts sind in Bulgarien nicht erhalten.
Der Bereich mit jüdischen Gräbern ungefähr in der Mitte des Friedhofs ist etwa 50.000 Quadratmeter groß und enthält 7.000 Grabsteine nach einer Schätzung von 2001. Einige sind umgestürzt, die übrigen befinden sich in einem, den christlichen Gräbern entsprechenden Erhaltungszustand. Die meisten Grabmale stammen aus dem 20. Jahrhundert. Sie bestehen aus Granit, Marmor oder Kalkstein und tragen Inschriften auf Bulgarisch, Hebräisch und Ladino. Zum jüdischen Friedhof gehört ein Mahnmal für die jüdischen Opfer während des Holocaust.

### Soldatenfriedhöfe
An der Nordseite des Geländes liegt an der Parwa-Bulgarska-Armia-Straße ein Friedhof für 185 Soldaten. Der Eingang befindet sich gegenüber der Mara-Bunewa-Straße. 62 Grabsteine sind britischen Kriegsgefangenen des Ersten Weltkrieges gewidmet. Vom protestantischen Friedhof in Warna wurden im Jahr 1955 und von den britischen und jüdischen Friedhöfen in Ruse 1960 die übrigen Beisetzungen hierher gebracht. Zu britischen Gefallenen aus dem Zweiten Weltkrieg gehören 28 Gräber. Hinzu kommen 12 Gräber von Zivilisten.
Hinter einer niedrigen Mauer liegt ein deutscher Friedhof für Soldaten aus beiden Weltkriegen. Hier wurden 278 deutsche Soldaten aus dem Ersten Weltkrieg beigesetzt. Die Grabstätten von 68 weiteren Gefallenen aus dem Zweiten Weltkrieg sind nicht gekennzeichnet. In der Nähe befinden sich französische und italienische Gräber aus dem Ersten Weltkrieg. Es gibt ferner russische, serbische und rumänische Kriegsgräber.

## Auf dem Friedhof beigesetzte Persönlichkeiten

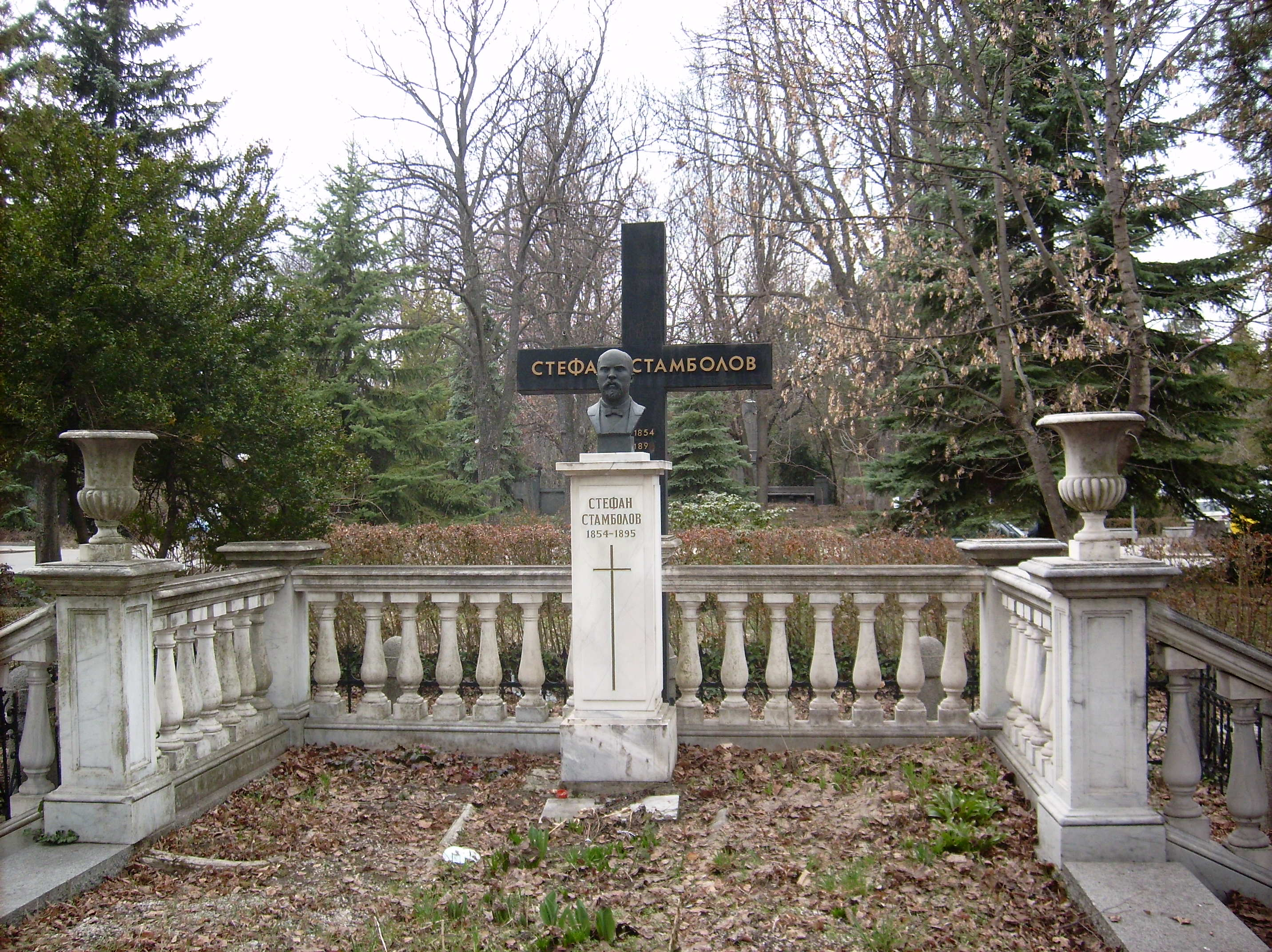
Grab Stefan Stambolows

- Dimitar Dimow (1909–1966), Schriftsteller
- Mychajlo Drahomanow (1841–1895), Historiker
- Alexandar Fol (1933–2006), Historiker und Thrakologe
- Aleko Konstantinow (1863–1897), Schriftsteller
- Andrei Ljaptschew (1866–1933), Ministerpräsident
- Ljubomir Miletitsch (1863–1937), Sprachwissenschaftler
- Gjorche Petrow (1864–1921), Revolutionär
- Boris Sarafow (1872–1907), Revolutionär
- Petko Slawejkow (1827–1895), Schriftsteller und Politiker
- Pentscho Slawejkow  (1866–1912), Dichter
- Christo Smirnenski (1898–1923), Schriftsteller
- Stefan Stambolow (1854–1895), Premierminister Bulgariens
- Dimitar Talew (1898–1966), Schriftsteller
- Todor Schiwkow (1911–1998), Generalsekretär des ZK der BKP